# Colladonus montanus
Colladonus montanus är en insektsart som beskrevs av Van Duzee 1892. Colladonus montanus ingår i släktet Colladonus och familjen dvärgstritar.

## Underarter
Arten delas in i följande underarter:
- C. m. mulsus
- C. m. reductus